# Чеховское
Че́ховское — село в Александровск-Сахалинском районе Сахалинской области России.

## География
Село находится на берегу реки Арково, на расстоянии 8 км от города Александровск-Сахалинский, административного центра района.

## История
В XIX веке и селение, и река, на которой оно расположено, носили айнское название Нотосам (от ноторо Ноторо — мыс и шам/сам — у, подле). С данным именем нанесено на карту Н. В. Рудановского, напечатанную в 1857 году. Также селение и река упомянуты в работе Б. О. Пилсудского 1907 года.

## Население
| 2002 | 2010 | 2013 | 2021 |
| ---- | ---- | ---- | ---- |
| 108  | ↘75  | ↘59  | ↘41  |

### Половой состав
Согласно результатам переписи 2002 года, в селе проживало 108 человек (55 мужчин и 53 женщины).

### Национальный состав
Согласно результатам переписи 2002 года, в национальной структуре населения русские составляли 88 % из 108 чел.

## Улицы
- пер. Красноярский,
- ул. Речная,
- ул. Центральная.